# Личфилд (Минесота)
Личфилд (енгл. Litchfield) град је у америчкој савезној држави Минесота.

## Демографија
По попису из 2010. године број становника је 6.726, што је 164 (2,5%) становника више него 2000. године.
| Група             | 2000.         | 2010.         |
| Белци             | 6.140 (93,6%) | 6.162 (91,6%) |
| Афроамериканци    | 24 (0,4%)     | 32 (0,5%)     |
| Азијати           | 27 (0,4%)     | 10 (0,1%)     |
| Хиспаноамериканци | 338 (5,2%)    | 487 (7,2%)    |
| Укупно            | 6.562         | 6.726         |